# Parafia Podwyższenia Krzyża Świętego w Wyszkowie
Parafia Podwyższenia Krzyża Świętego w Wyszkowie – parafia rzymskokatolicka w Wyszkowie.
Pierwszy kościół został wybudowany w 1407, uposażony w 1478 przez Jana Litawora Chreptowicza, kanclerza królewskiego. Kolejny wybudowany w 1676 r. przez Emerencjanę Mleczko.
Obecny kościół parafialny murowany w stylu barokowo-neoklasycystycznym, wybudowany w 1788 r. przez Aleksandra Ossolińskiego, miecznika litewskiego. Został konsekrowany w 1837 przez Bpa Jana Marcelego Gutkowskiego.  
Parafia posiada księgi metrykalne od 1900.
Terytorium parafii obejmuje: Dąbrowa, Kucyk, Ossolin, Oszczerze, Pierzchały, Śnice, Witanki, Wyszków, Zając oraz Ziomaki.